# Gustavo Gil
Tomás Gustavo Gil Guillén (19 de abril de 1939; Caracas, Distrito Federal, Venezuela - 8 de diciembre de 2015; Phoenix, Arizona, Estados Unidos), también conocido como Gustavo Gil o Gus Gil en EE. UU., fue un jugador venezolano de béisbol profesional. Jugó en las Grandes Ligas como segunda base para los Cleveland Indians (1967), Seattle Pilots (1969), y Milwaukee Brewers (1970-1971). En la Liga Venezolana de Béisbol Profesional jugó para los Industriales de Valencia (1959-1968), Navegantes del Magallanes (1968-1977) y Cardenales de Lara (1977-1978). Para la temporada 1981-82 es mánager en la parte final con Magallanes.
En el 2008 fue exaltado al Salón de la fama y museo del béisbol venezolano.